# Делта Амакуро
Дѐлта Амаку̀ро (на испански: Delta Amacuro) е един от 23-те щата на южноамериканската държава Венецуела. Намира се в североизточната част на страната. Общата му площ е 40 200 км², а населението е 197 233 жители (по изчисления за юни 2017 г.). Основан е през 1991 г.